# Assedio di La Rochelle
L'assedio di La Rochelle (in francese: Siège de La Rochelle, o talvolta Le Grand Siège de La Rochelle) fu il risultato della guerra tra le truppe francesi di Luigi XIII e gli ugonotti, scontratisi a La Rochelle nel 1627-1628. L'assedio segnò l'apice delle tensioni tra cattolici e protestanti in Francia e si concluse con la completa vittoria di Luigi XIII e dei cattolici.

## Sfondo

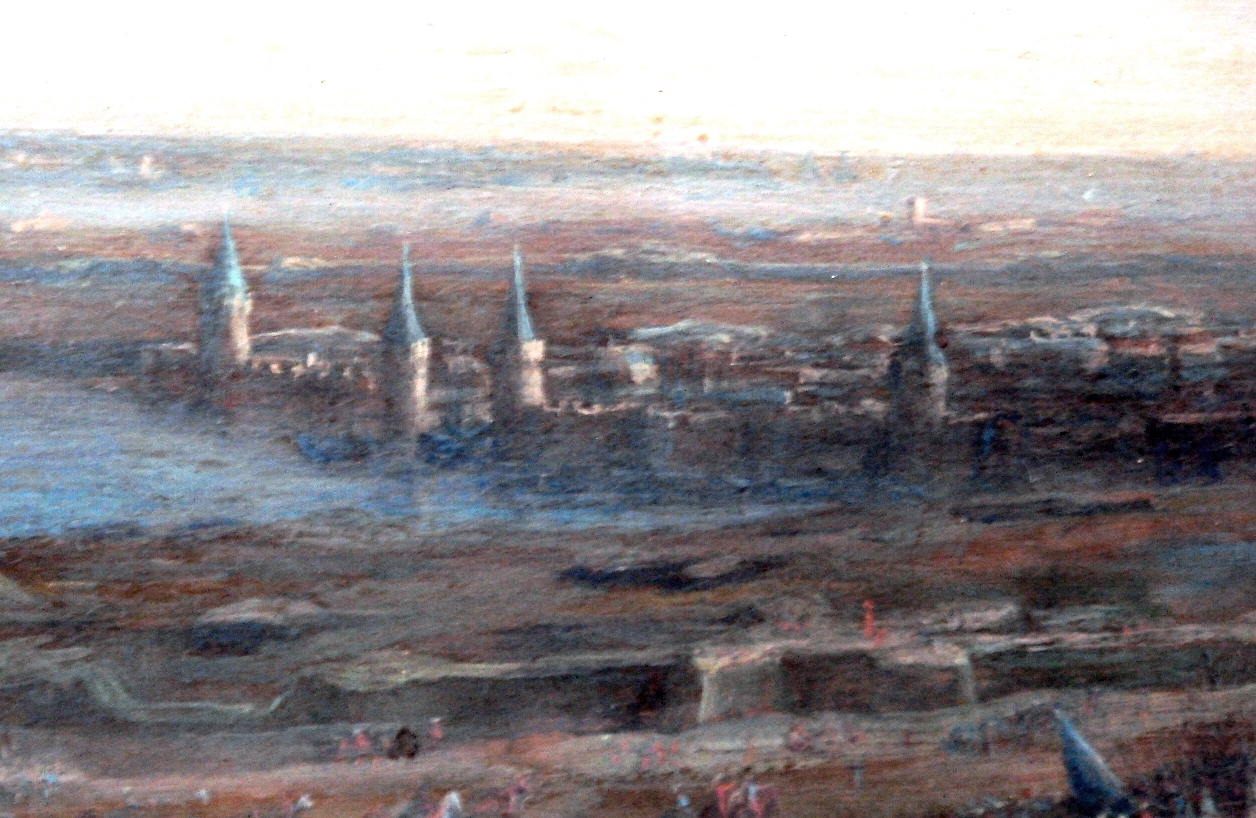
La Rochelle all'epoca dell'assedio. Dettaglio di Claude Lorrain dal dipinto Le siège de La Rochelle, Louvre.

Secondo l'editto di Nantes, Enrico IV di Francia aveva concesso agli ugonotti ampi diritti. La Rochelle era divenuta una delle fortezze concesse agli ugonotti francesi sotto la sua personale sorveglianza. Essa però divenne ben presto il centro della flotta ugonotta e uno dei più difficili punti di resistenza al governo centrale.
La Rochelle era a quel tempo la seconda o terza città più popolosa della Francia, con un totale di 30 000 abitanti.
L'assassinio di Enrico IV nel 1610 e l'avvento di Luigi XIII al trono sotto la reggenza della madre Maria de' Medici, segnò il ritorno della fazione politica cattolica al potere ed il conseguente indebolimento delle posizioni dei protestanti. Il duca Enrico II di Rohan e suo fratello Beniamino di Rohan-Soubise iniziarono ad organizzare la resistenza protestante dell'epoca la quale poi esplose in ribellione aperta. Nel 1621, Luigi XIII aveva assediato e catturato già Saint-Jean-d'Angély ed un primo blocco del porto di La Rochelle era stato già tentato nel 1621-1622, ma poi si era concluso con un nulla di fatto e con la sigla del Trattato di Montpellier.
Nuovamente, Rohan e Soubise presero le armi nel 1625 terminando ben presto la loro ribalta con la Presa de l'Ile de Ré da parte di Luigi XIII. Dopo questi eventi, Luigi XIII era intenzionato a sottomettere definitivamente gli ugonotti ed il suo primo ministro, il cardinale Richelieu, decretò la soppressione delle rivolte ugonotte quale prima priorità nella politica del regno di Francia.

## L'intervento inglese

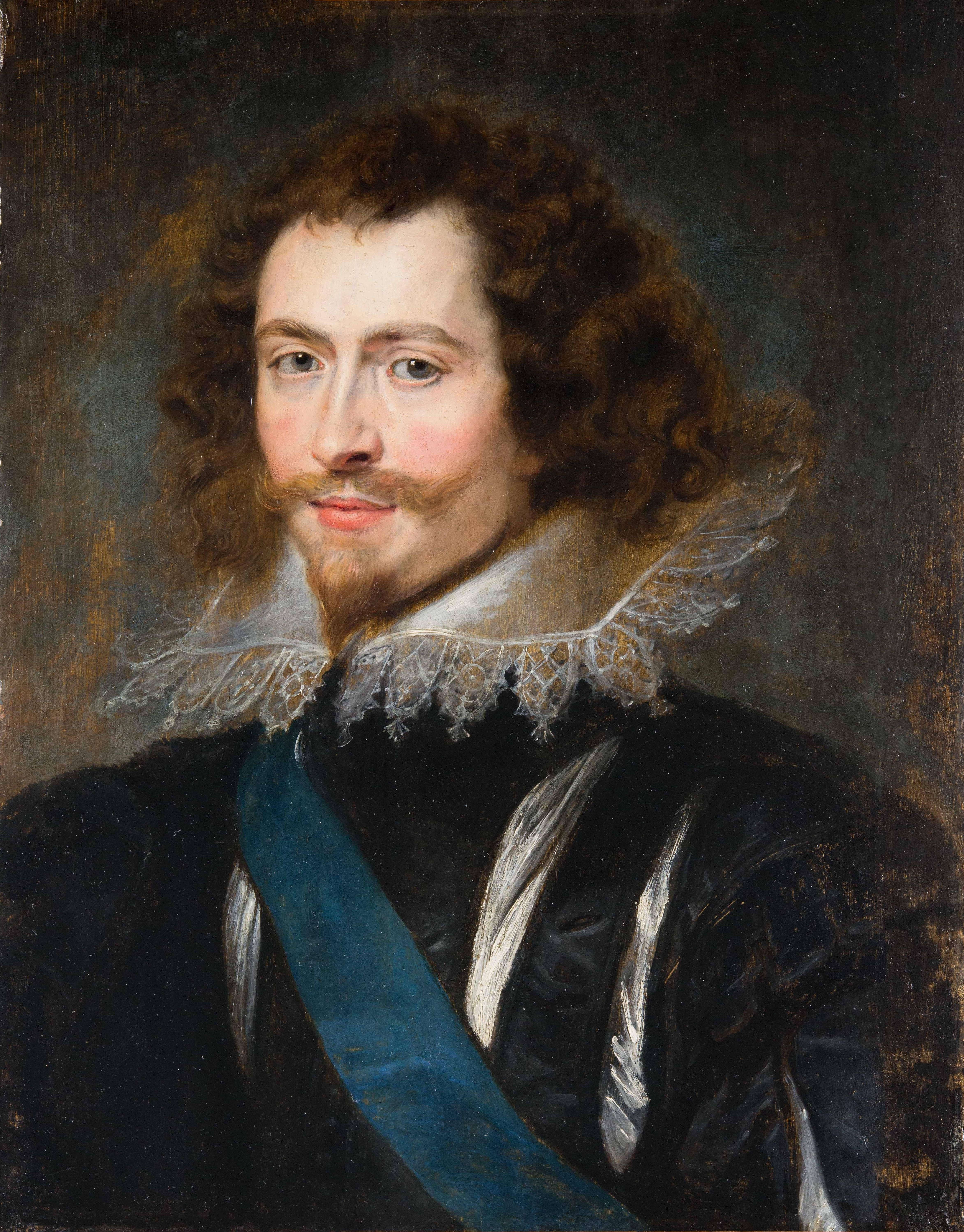
George Villiers, I duca di Buckingham tentò di supportare gli ugonotti nell'ambito della politica inglese anti-francese.

Dopo il fallimento dell'alleanza del 1624 con la quale l'Inghilterra aveva tentato di allearsi coi francesi contro gli Asburgo del Sacro Romano Impero, seguirono aspri conflitti tra i due stati. Nel 1626, la Francia di Richelieu concluse una pace segreta con la Spagna. Nel frattempo la Francia stava dando vita alla propria potenza navale, fatto che portò gli inglesi a convincersi del fatto che la Francia sarebbe stata inevitabilmente un avversario "per ragioni di stato".
Nel giugno del 1626, Walter Montagu venne inviato in Francia per contattare i nobili dissidenti francesi e dal marzo del 1627 egli tentò di organizzare la ribellione francese. Il piano consisteva nell'inviare una piccola flotta inglese per incoraggiare la ribellione lasciando la guida via terra ai duchi Enrico II di Rohan e Beniamino di Rohan-Soubise.

### Prima spedizione contro La Rochelle

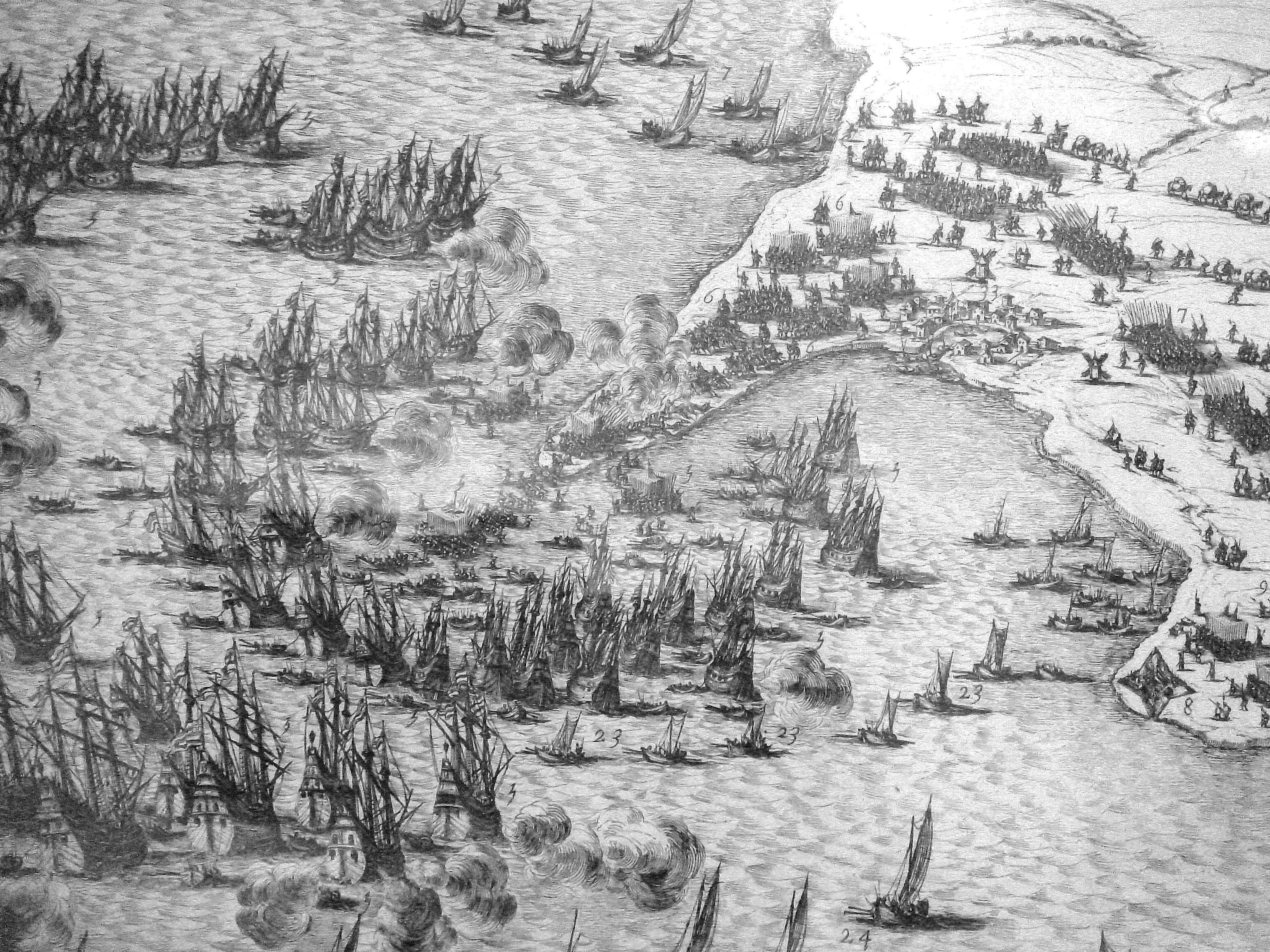
Sbarco del duca di Buckingham a Sablanceau (dettaglio

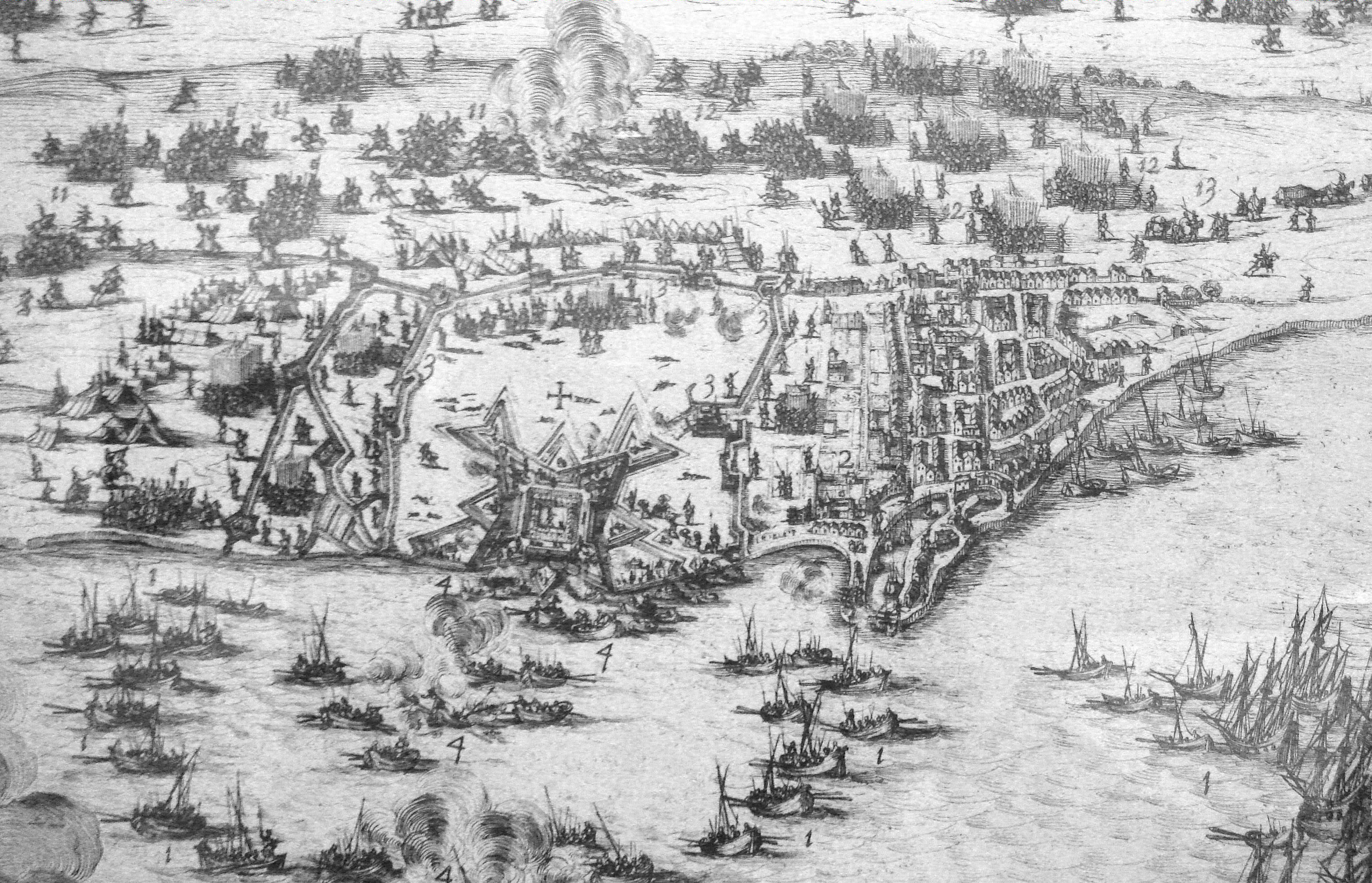
Le forze inglesi all'Assedio di Saint-Martin-de-Ré.

Il re Carlo I d'Inghilterra inviò una flotta di 80 navi al comando del proprio favorito, George Villiers, I duca di Buckingham, per incoraggiare una maggiore ribellione a La Rochelle. Nel giugno del 1627 Buckingham organizzò il proprio sbarco pressò l'isola dell'Île de Ré con 6 000 uomini di modo da dare man forte agli ugonotti, fatto che fece difatti iniziare la guerra anglo-francese (1627-1629), con l'obbiettivo di controllare gli approdi al porto di La Rochelle ed incoraggiare come si è detto l'insurrezione popolare contro i cattolici.
La città di La Rochelle inizialmente si rifiutò di dichiararsi alleata del duca di Buckingham e porsi contro l'intero Regno di Francia, e pertanto impedì alla flotta del duca inglese di entrare nel porto cittadino. L'alleanza venne siglata solo nel settembre di quello stesso anno e poco dopo seguirono i primi scontri con l'esercito regio francese proprio nei pressi de La Rochelle.
L'Île de Ré non aveva aderito direttamente alla ribellione contro il re di Francia e da qui gli inglesi al comando di Buckingham tentarono di prendere la città fortificata di Saint-Martin-de-Ré dando vita all'Assedio di Saint-Martin-de-Ré (1627), ma vennero respinti nel giro di tre mesi dal momento che alcune piccole imbarcazioni portavano infatti rinforzi alla città di St Martin.

## L'assedio

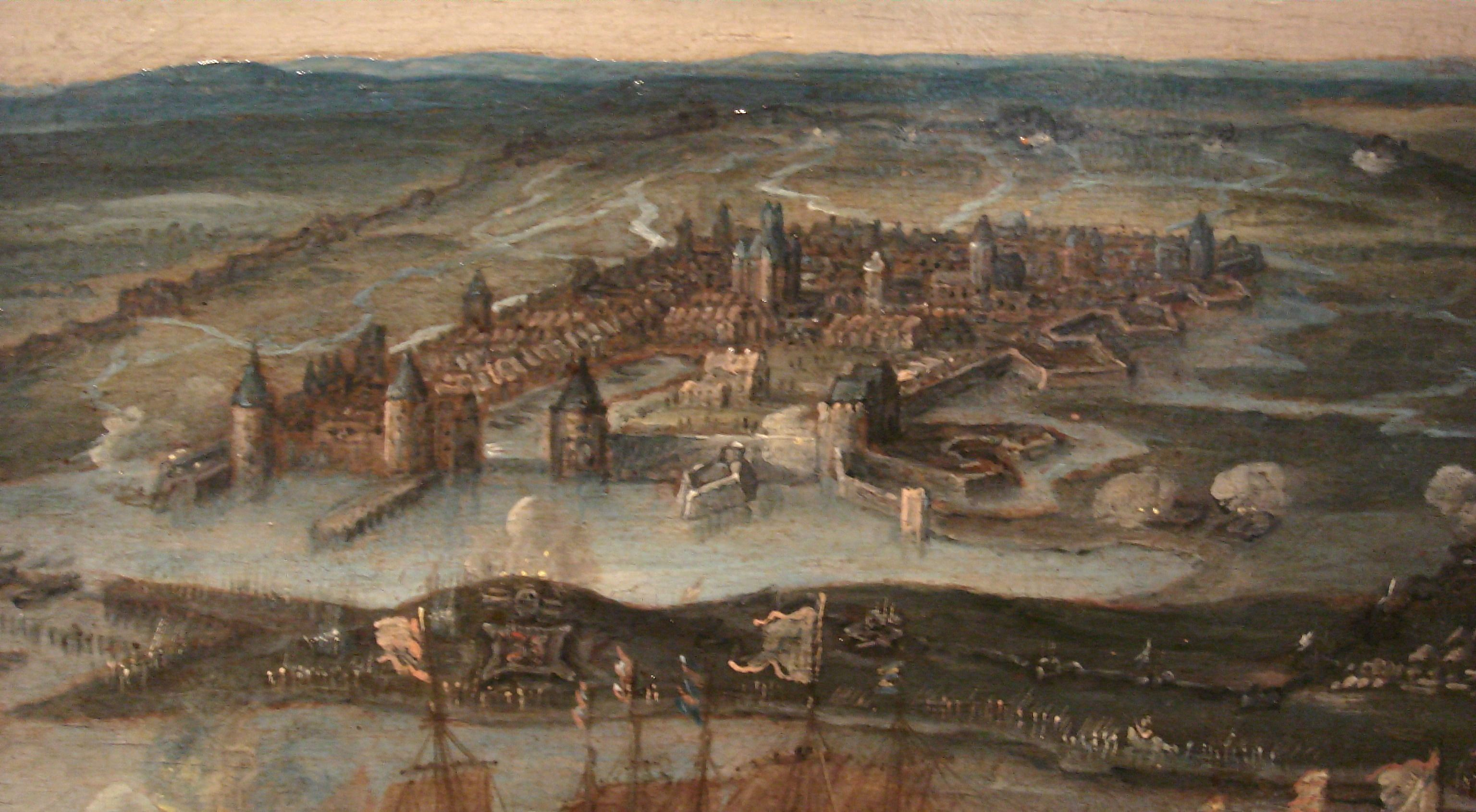
La Rochelle durante l'assedio.

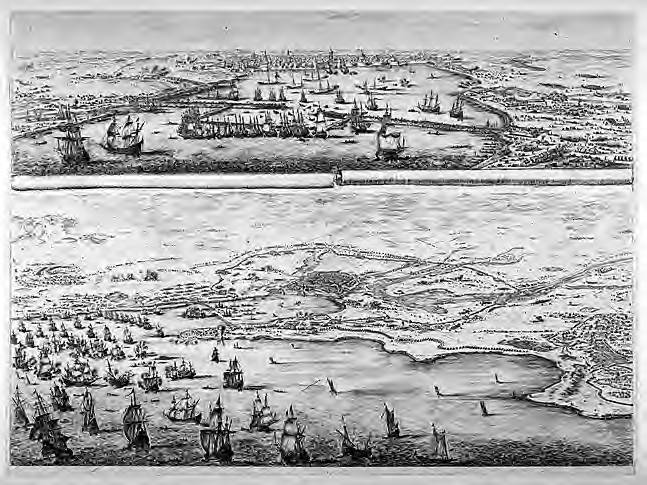
L'assedio di La Rochelle (mappa), Stefano della Bella, 1641

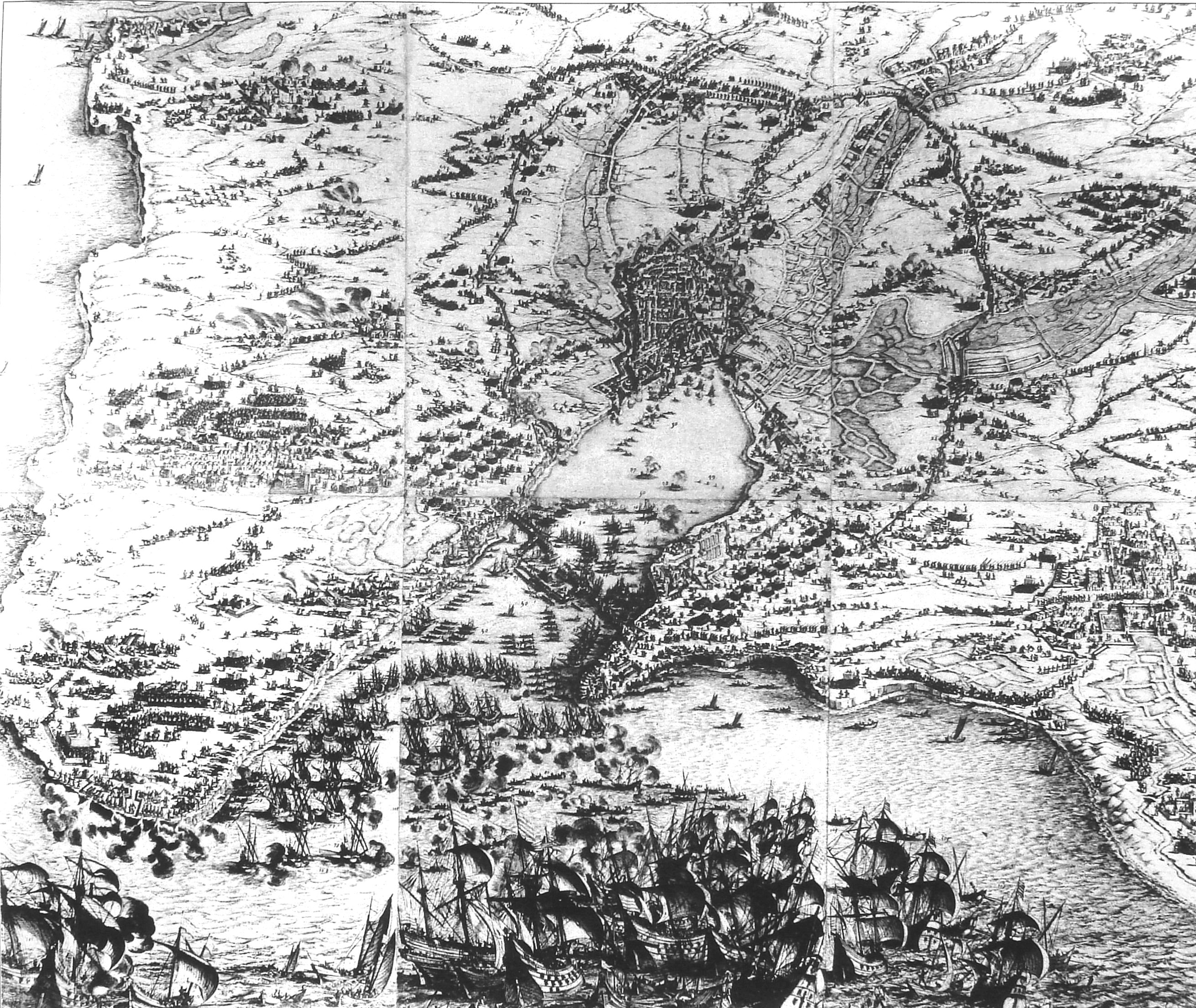
La Rochelle circondata da fortificazioni reali e da truppe francesi, Jacques Callot, 1630.

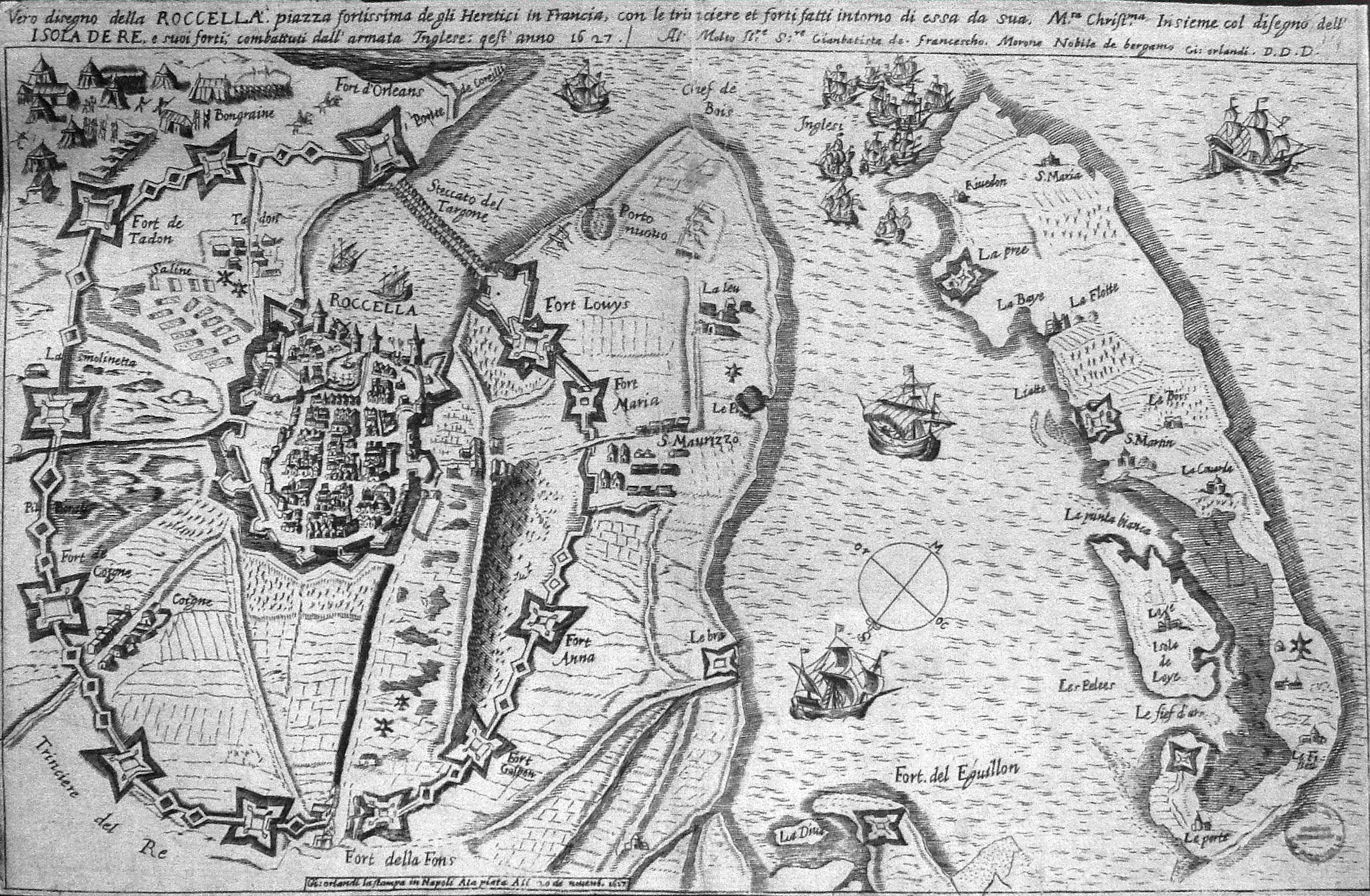
Assedio di La Rochelle, non distante l'Ile de Ré, di G.Orlandi, 1627.

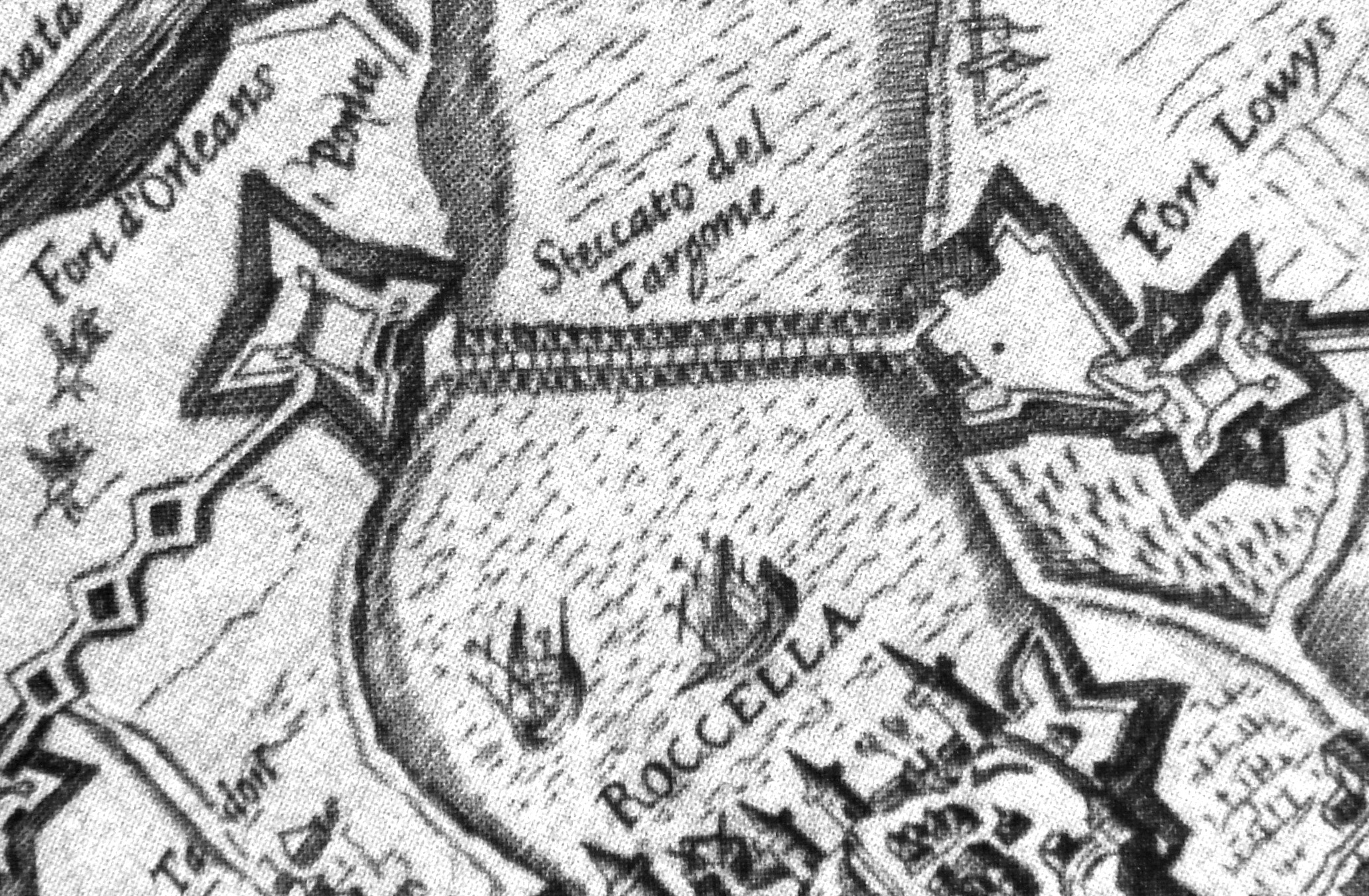
Il primo muro marino costruito da Pompeo Targone, 1627.

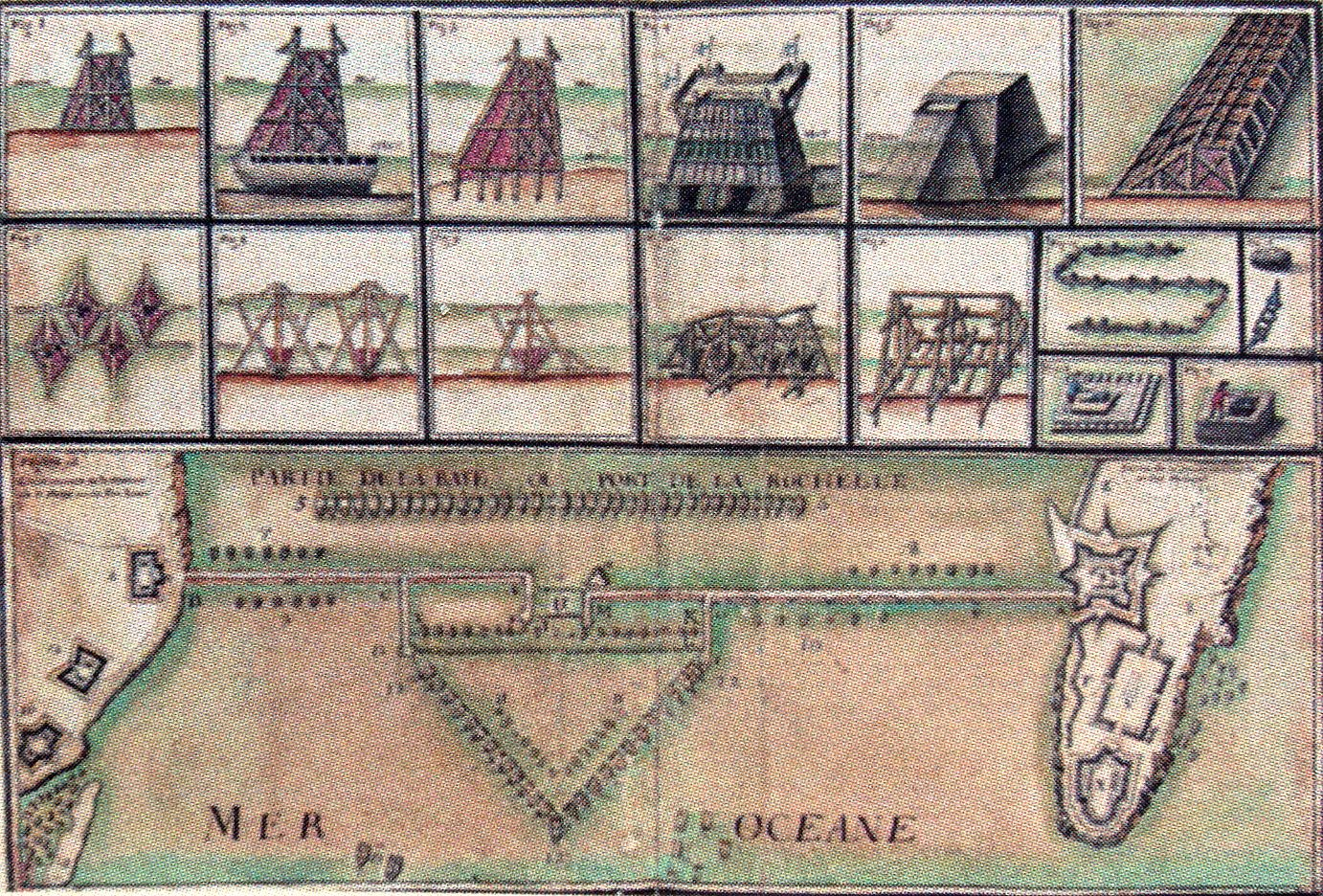
Il secondo muro marino, disegnato da Clément Metézeau.

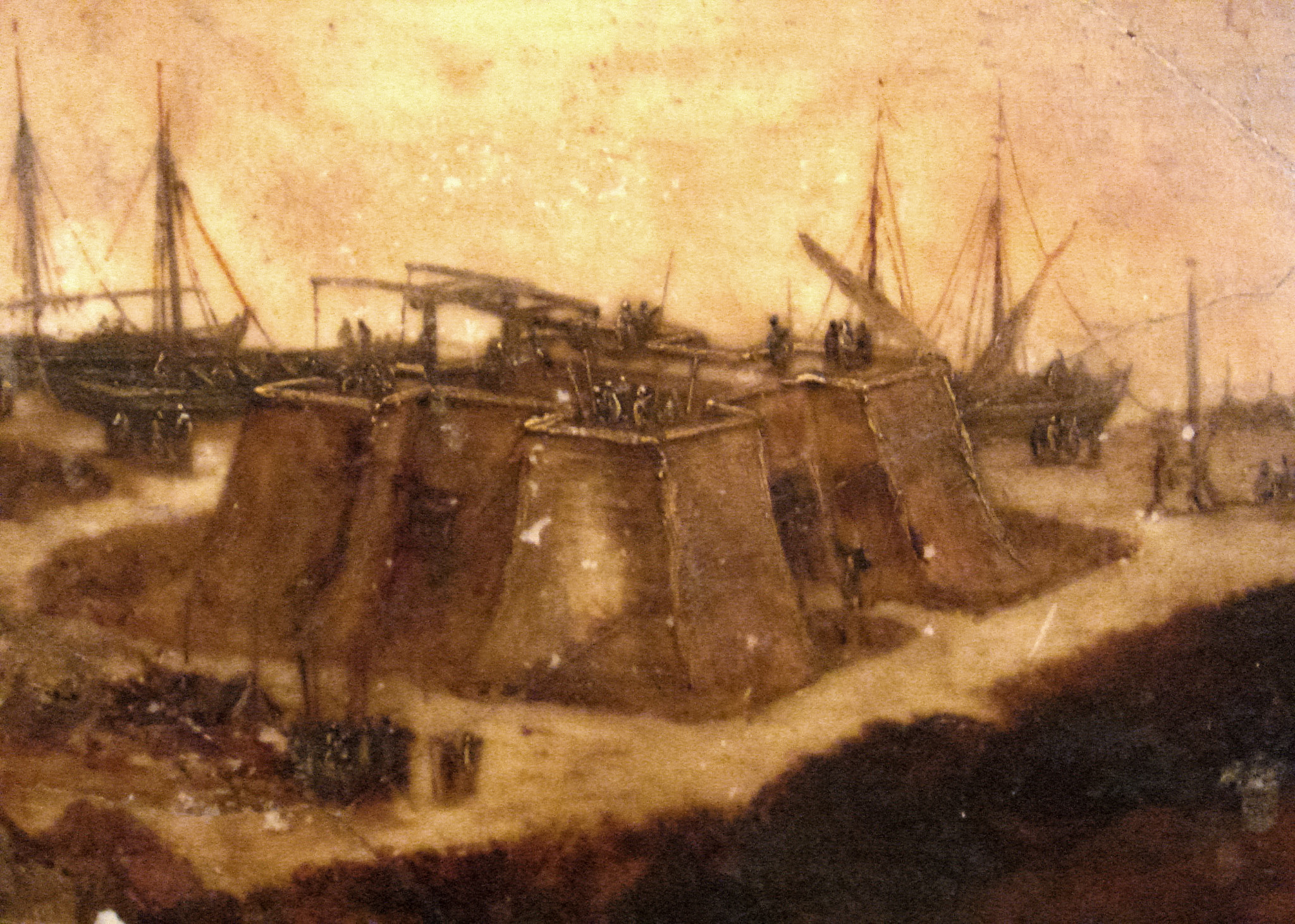
Costruzione del forte reale nell'area di Les Minimes.

Nel frattempo, nell'agosto del 1627, le forze reali francesi iniziarono a circondare la città di La Rochelle con un'armata di 7 000 uomini, 600 cavalli e 24 cannoni, il tutto guidato da Carlo di Valois-Angoulême. Le truppe di Luigi XIII iniziarono col rafforzare le fortificazioni a Bongraine (attuale Les Minimes), e presso Fort Louis.
Il 10 settembre, i primi cannoni di La Rochelle spararono contro Fort Louis, dando inizio ufficialmente alla terza ribellione ugonotta. La Rochelle era la maggiore fortezza degli ugonotti in Francia nonché centro della più strenua resistenza al governo centrale. Il cardinale Richelieu servì come comandante delle truppe assedianti durante l'assenza del re (che coprì l'arco temporale di quasi tutto il conflitto).
Una volta iniziate le ostilità, gli ingegneri francesi isolarono la città con un fossato di 12 chilometri, la costruzione di 11 fortini e 18 torri. Le costruzioni erano terminate completamente nell'aprile del 1628 con un'armata totale di 30 000 uomini.
Con 4 000 uomini venne anche costruito un muro marino realizzato con spuntoni di legno massicci di modo da bloccare l'accesso dal mare aperto alla città. L'idea iniziale era quella di bloccare il canale d'ingresso al porto di La Rochelle di modo da fermare tutti i rifornimenti e per fare questo venne chiamato l'ingegnere militare italiano Pompeo Targone, ma la sua struttura venne rotta durante l'inverno a causa delle aspre condizioni climatiche, e così essa venne riproposta dall'architetto francese Clément Metézeau (o Metzeau), dal novembre del 1627. L'artiglieria francese venne quindi usata contro le navi inglesi che tentavano di portare supporto alla città, mentre una flotta francese di 12 navi al comando dell'ammiraglio Marino Torre effettuava il blocco navale.
Nel frattempo, nel sud della Francia, Enrico II di Rohan tentò di sollevare una ribellione di modo da distogliere direttamente l'attenzione delle truppe francesi da La Rochelle, ma lo sforzo venne presto vanificato. Sino al febbraio dell'anno successivo, molte navi inglesi erano ad ogni modo in grado di passare attraverso le fortificazioni, ma questo divenne impossibile dal marzo di quell'anno quando la città venne completamente bloccata.

### Aiuti esterni alla corona francese

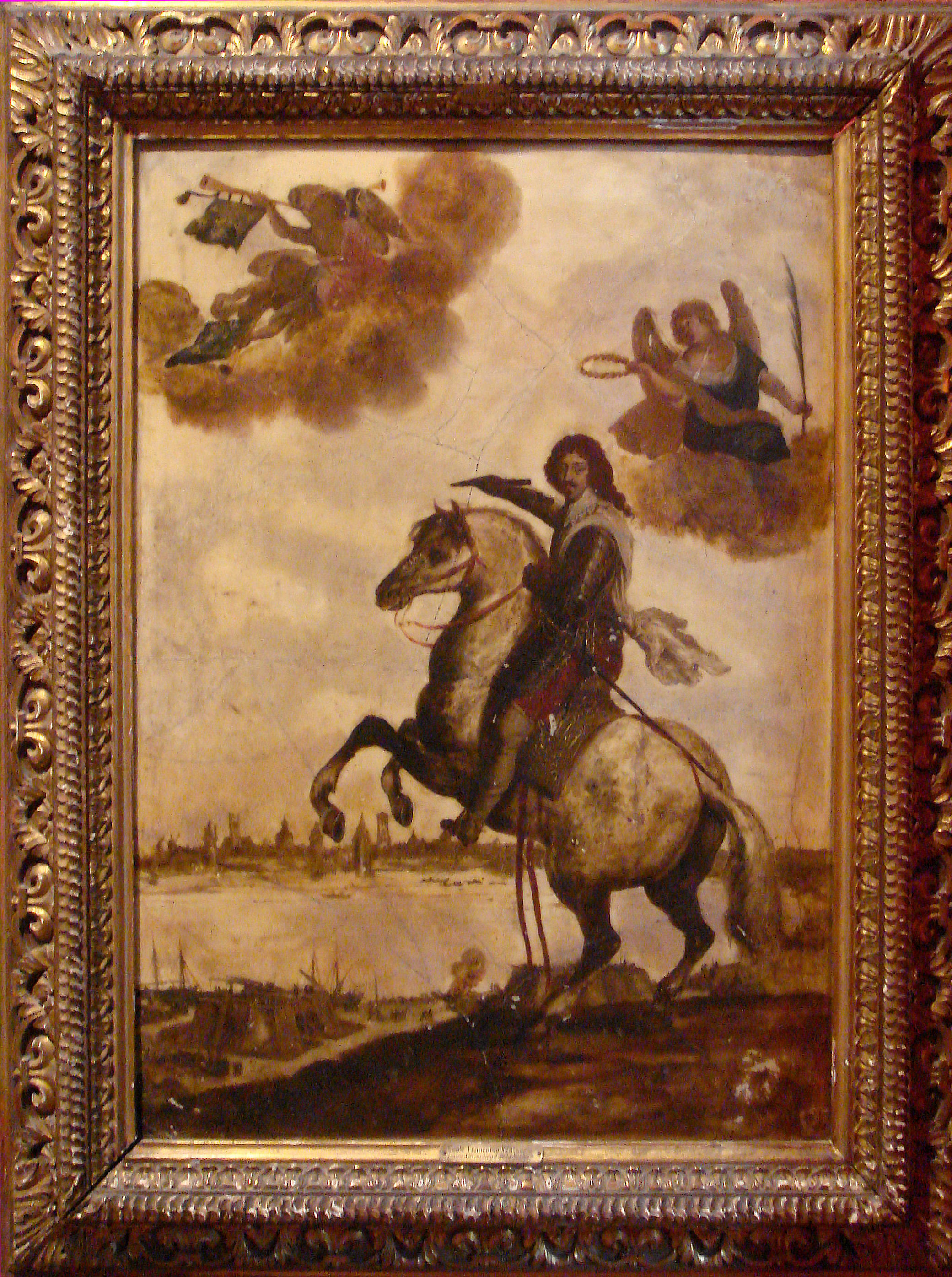
Luigi XIII all'Assedio di La Rochelle.

#### Il supporto olandese
Il governo francese prese in affitto alcune navi dalla città protestante di Amsterdam anche se eticamente questo potrebbe apparire un controsenso, ma la città concesse queste navi in affitto a patto che il cappellano militare a bordo non recitasse sermoni cattolici.

#### L'alleanza spagnola
In occasione dell'Assedio di La Rochelle, la Spagna lasciò perdere le antiche diatribe con la Francia per combattere l'Inghilterra, nemico comune. Richelieu accettò l'aiuto spagnolo che inviò 30 - 40 navi da Cadice al Golfo di Morbihan come supporto strategico, giungendo a destinazione tre settimane dopo la partenza di Buckingham dall'Ile de Ré. La Spagna, ad ogni modo, non venne coinvolta direttamente nel conflitto e si limitò ad attraccare.

### I tentativi di soccorso inglesi
L'Inghilterra ha ulteriormente inviato due flotte per soccorrere La Rochelle.

#### La seconda spedizione a La Rochelle
La prima flotta, guidata da William Feilding, Conte di Dengbigh, salpa in aprile 1628, ma ritorna senza combattere a Portsmouth, come Dengbigh riferisce "che non ha avuto nessun ordine di mettere in pericolo la flotta reale in combattimento"... "e tornò vergognosamente a Portsmouth".

#### La terza spedizione a La Rochelle
Una seconda flotta venne inviata dall'Inghilterra, capeggiata questa volta da Robert Bertie, I conte di Lindsey nell'agosto del 1628, per un totale di 29 navi da guerra e 31 navi mercantili.
Nel settembre del 1628, la flotta inglese giunse nei pressi de La Rochelle ma, dopo aver bombardato le posizioni francesi ed aver tentato invano di forzare il blocco navale, gli inglesi dovettero desistere e tornare indietro. A seguito di quest'ultimo fallimento la città si arrese il 28 ottobre 1628.

## Conclusione

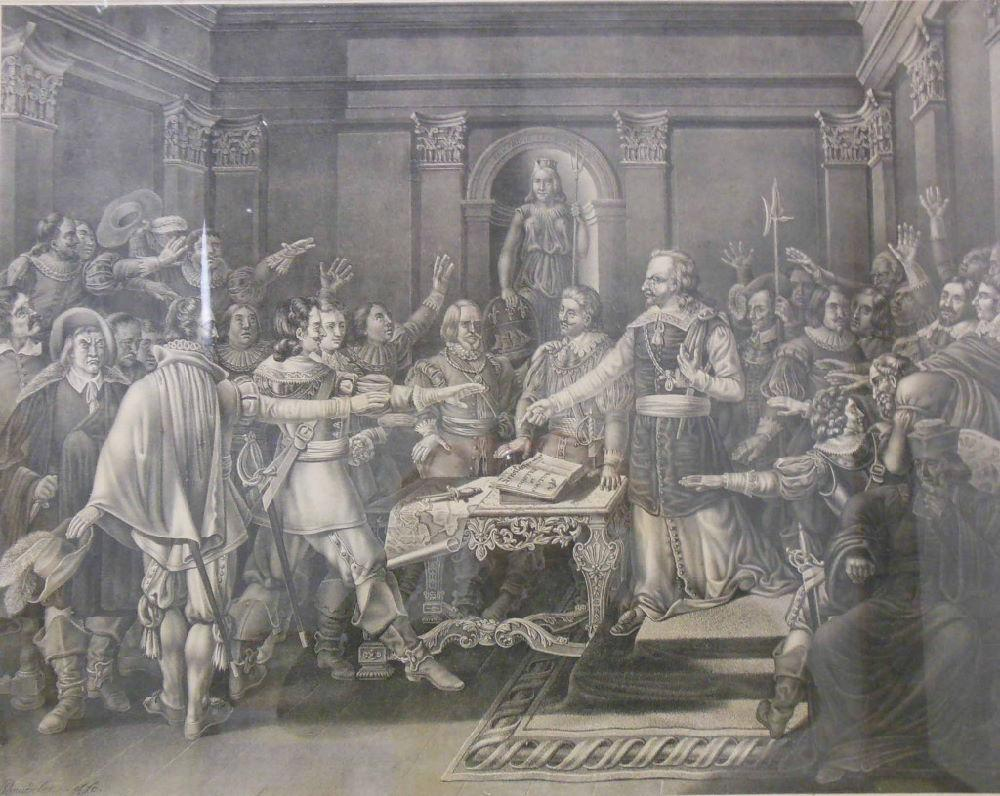
Jean Guiton e i difensori giurano di difendere la città di La Rochelle sino alla morte.

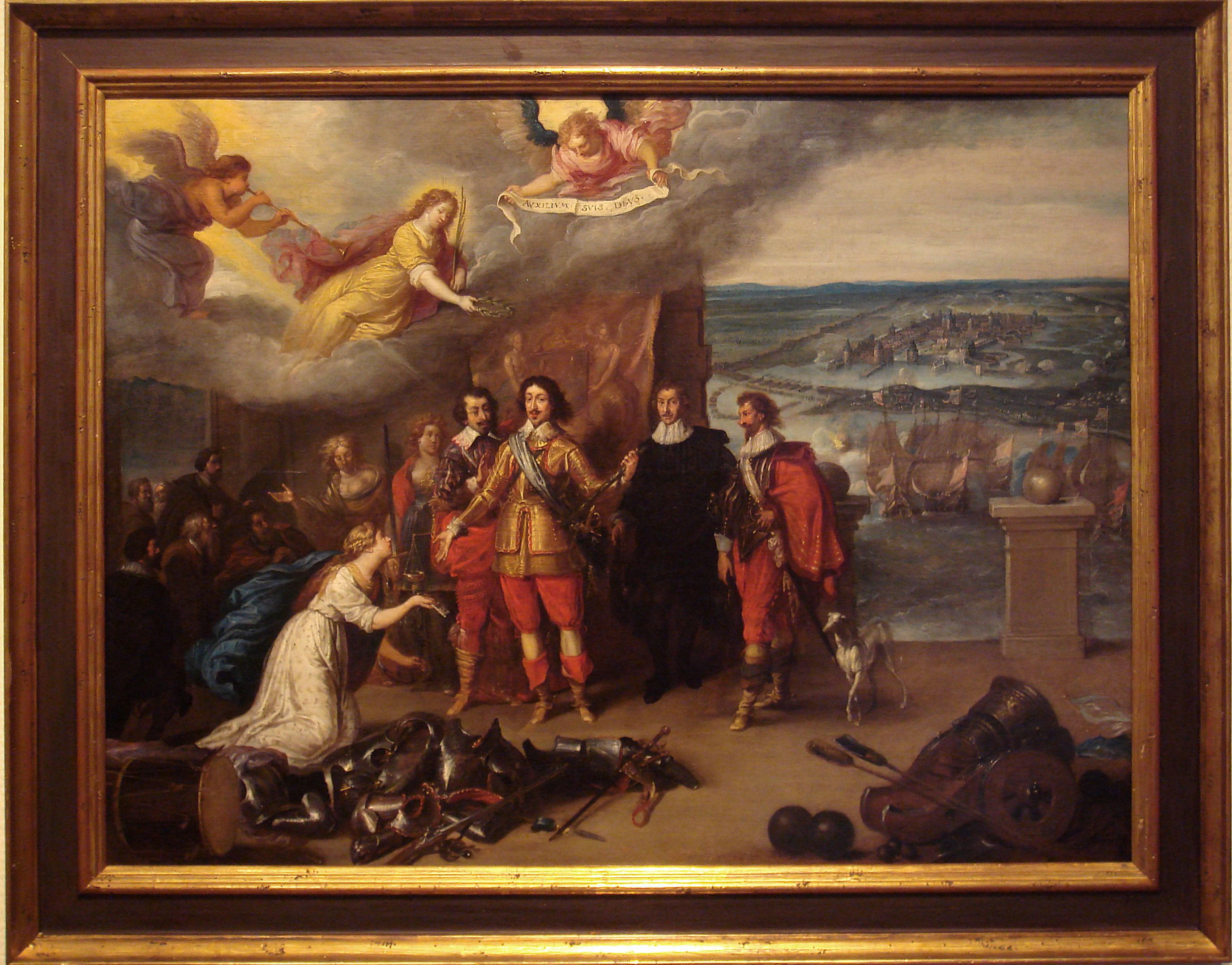
La resa di La Rochelle, XVII secolo.

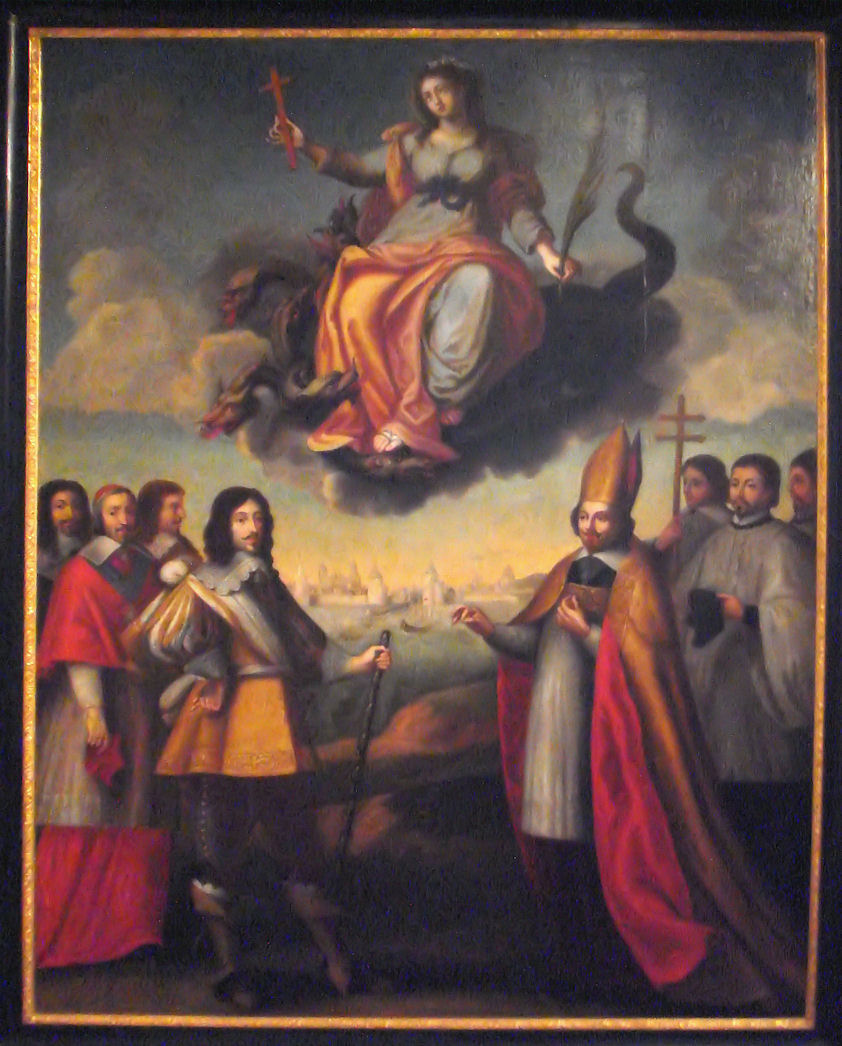
Ingresso di Luigi XIII a La Rochelle, dipinto di Pierre Courtilleau.

Gli abitanti di La Rochelle avevano resistito per 14 mesi sotto la guida del maggiore Jean Guiton e con la graduale diminuzione dell'aiuto inglese. Durante l'assedio la popolazione era passata da 27 000 abitanti a 5 000 a causa dei morti in guerra, della fame e della carestia createsi.
La resa fu incondizionata. Secondo i termini della Pace di Alais, gli ugonotti avrebbero perso tutti i diritti territoriali, politici e militari, ma secondo quanto stabilito dall'Editto di Nantes avrebbero ottenuto una semplice tolleranza religiosa (editto poi abolito definitivamente da Luigi XIV).
A parte gli aspetti religiosi della questione, il risultato dell'assedio di La Rochelle segnò un importante passo per l'accentramento del potere regio in Francia nonché una pesante dimostrazione di forza delle potenze cattoliche.
È risaputo che il filosofo francese Cartesio visitò la scena dell'assedio nel 1627 e questo stesso assedio venne rappresentato dettagliatamente in quadri di molti artisti, tra i quali il più rilevante è indubbiamente Jacques Callot.

### Mappe a volo d'uccello di Jacques Callot

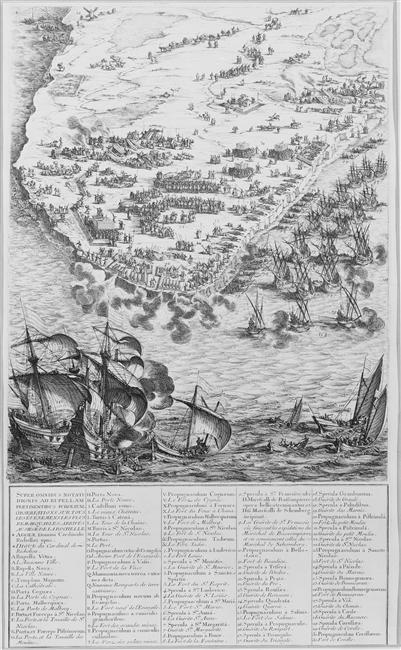
Tavola 1: L'Assedio di La Rochelle.
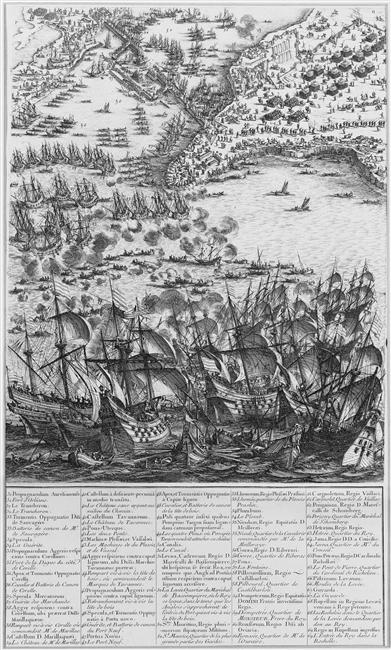
Tavola 2: il muro marino e Les Minimes.
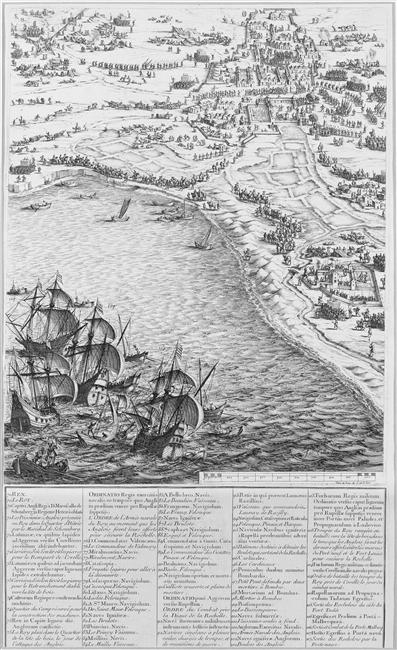
Tavola 3: Aytré.

### Mappe di Jacques Callot

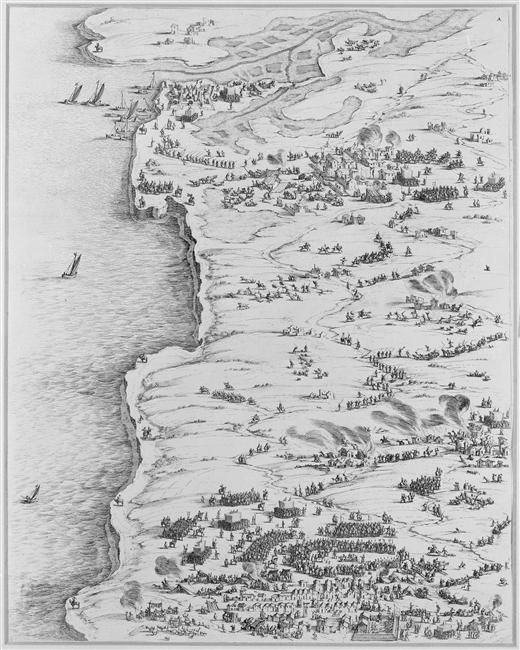
Tavola 4: area di La Pallice e Laleu.
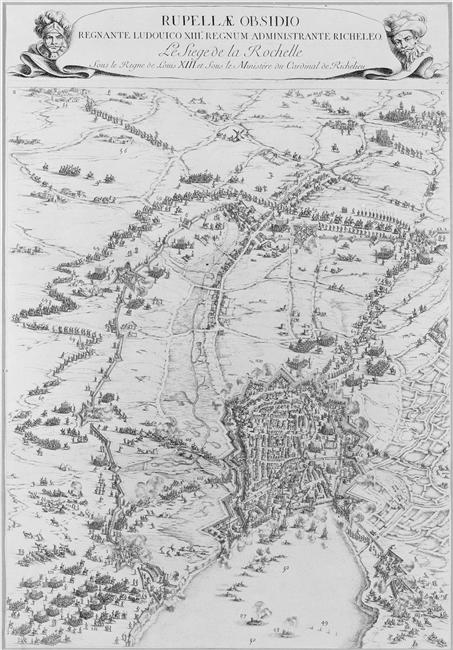
Tavola 5: veduta di La Rochelle circondata.
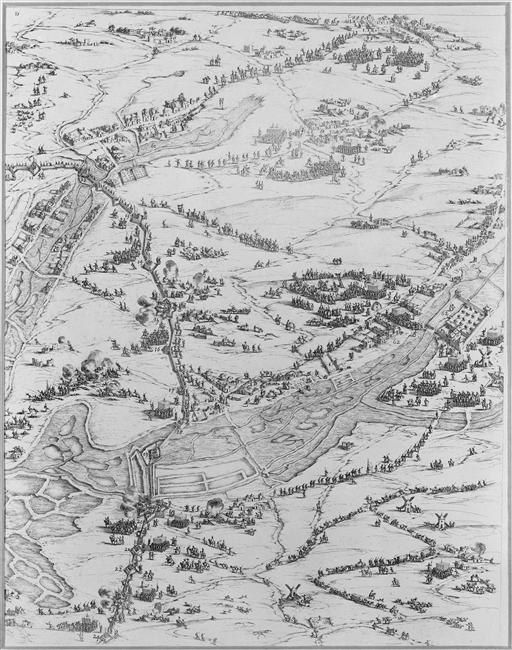
Tavola 6.

### Altri

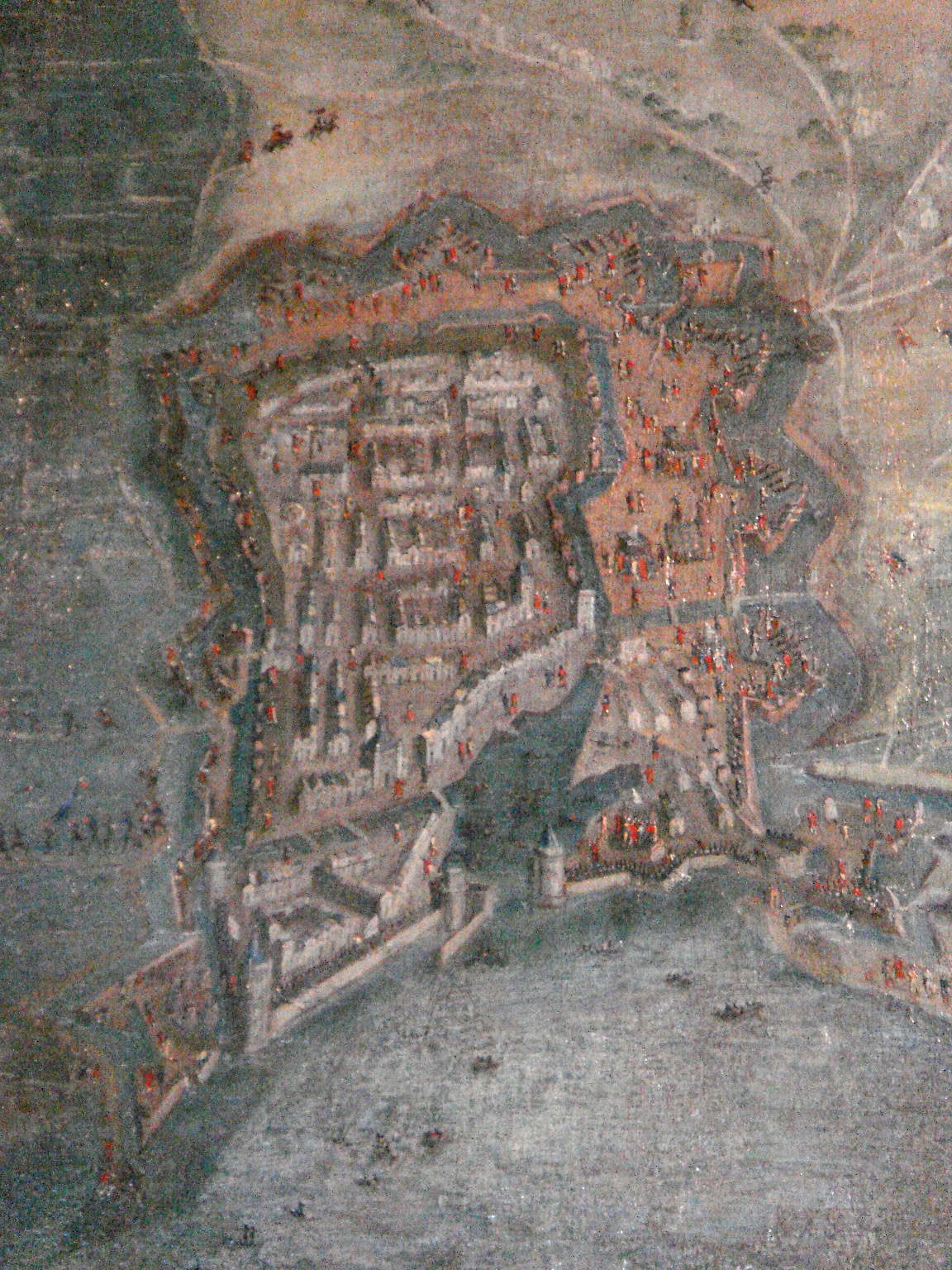
La città di La Rochelle e le fortificazioni durante l'assedio, anonimo del XVII secolo, Versailles.
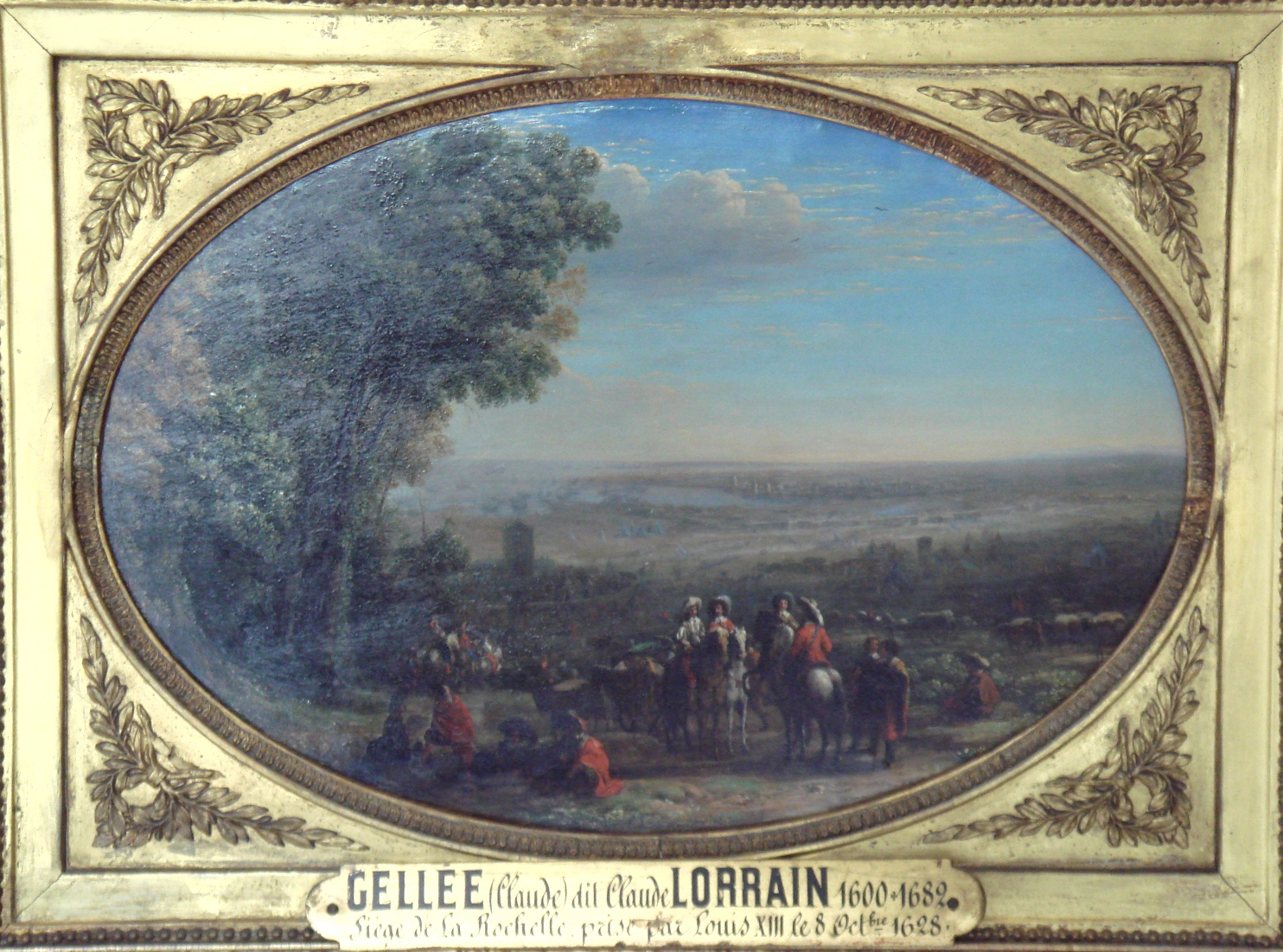
Assedio di La Rochelle di Claude Lorrain, Louvre.
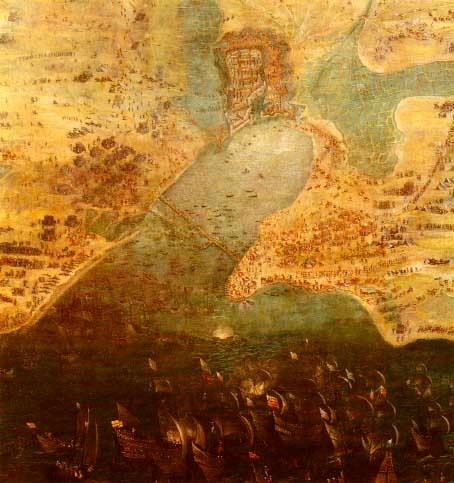
L'Assedio di La Rochelle di Jacques Callot. Nel particolare si nota l'avvicinamento della flotta inglese del conte di Lindsey.

## Numismatica
Nel periodo dell'assedio vennero realizzate una serie di monete propagandistiche dell'evento e poi del trionfo. Queste monete rappresentano l'assedio in maniera simbolica, ponendo luce sul mito del re come salvatore.

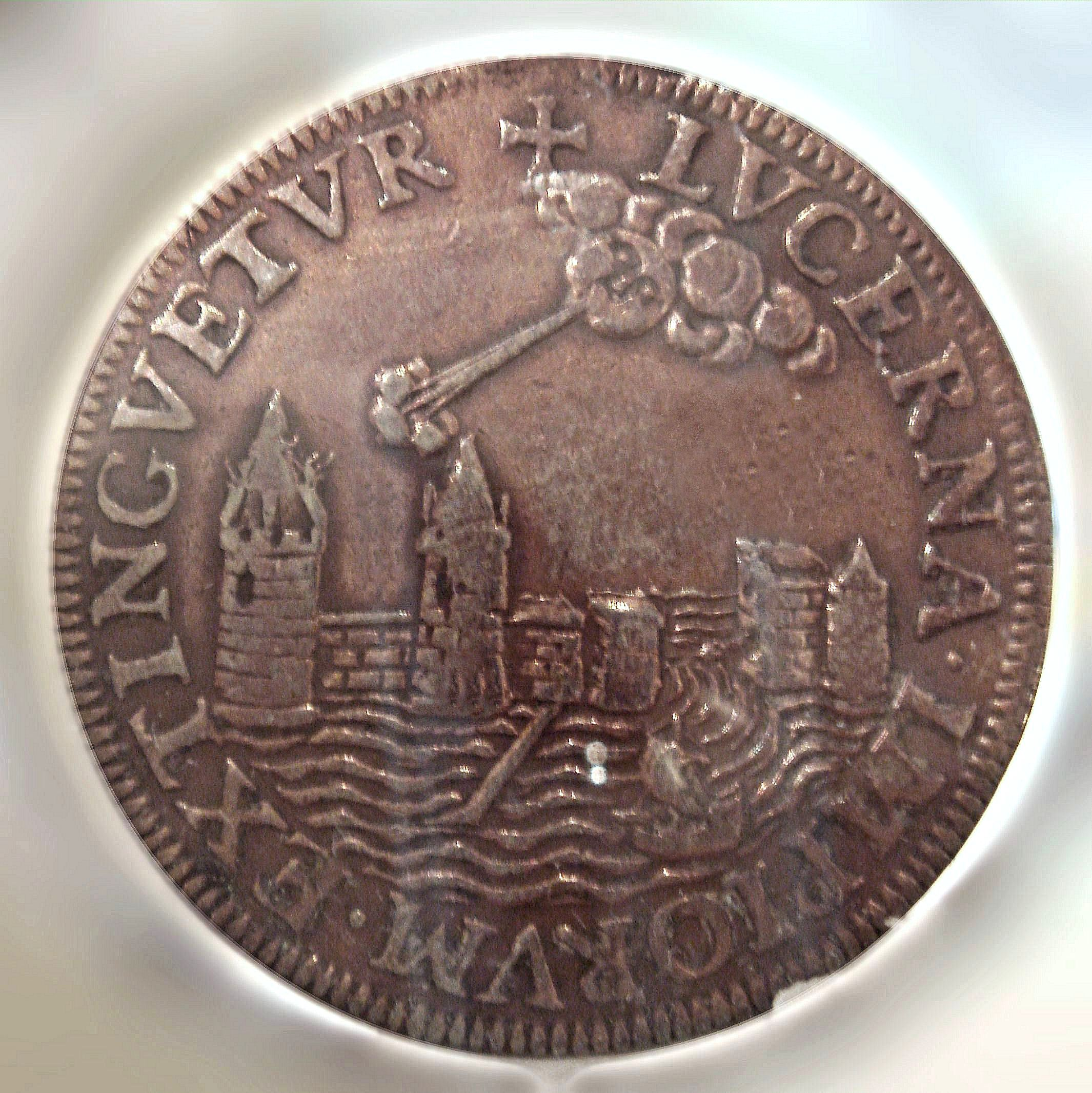
Lucerna Impiorum Extinguetur ("La lucerna degli empi sarà estinta", 1626.
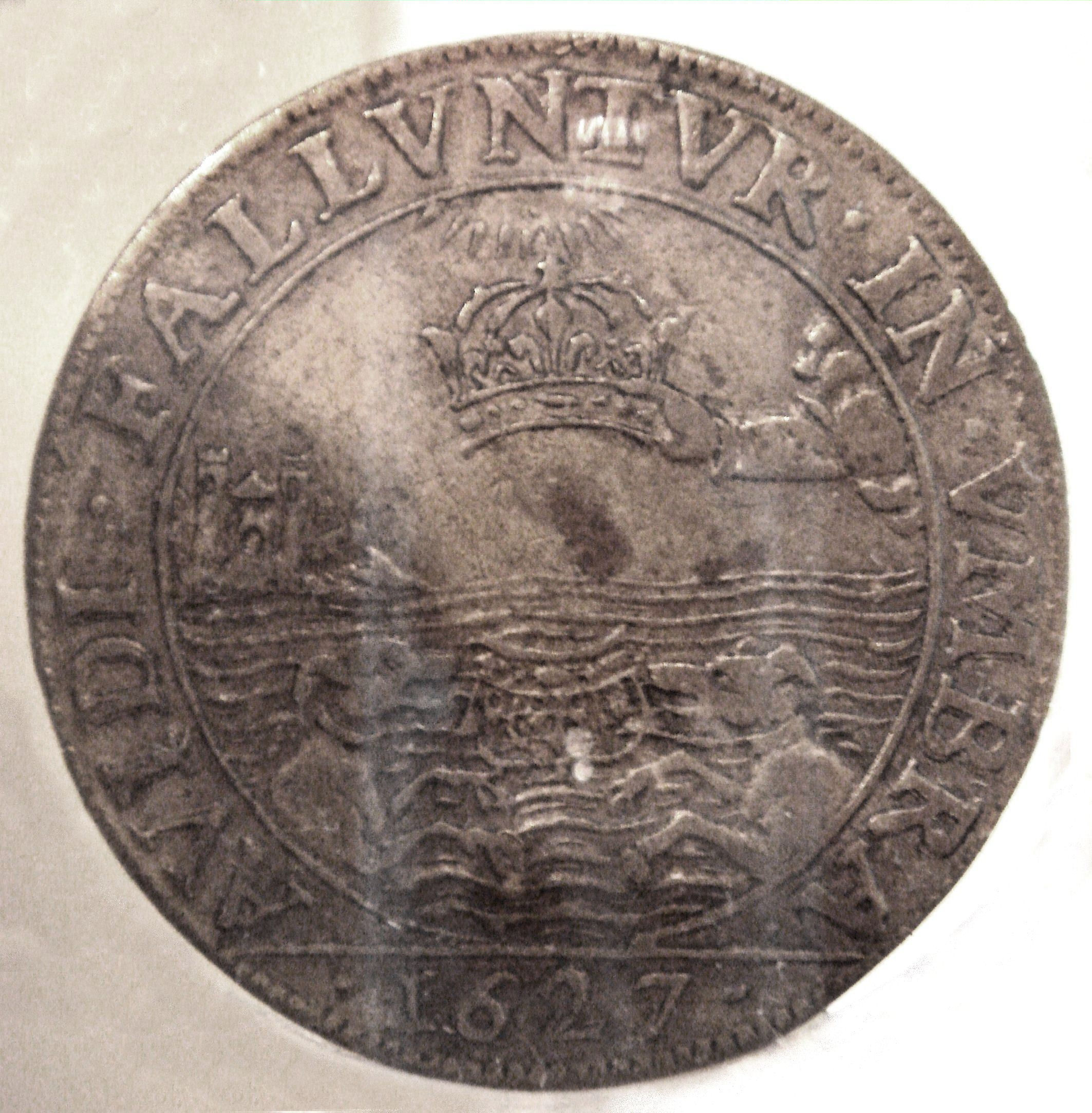
Due cani nell'acqua col riflesso trionfante della corona di Francia, 1627.
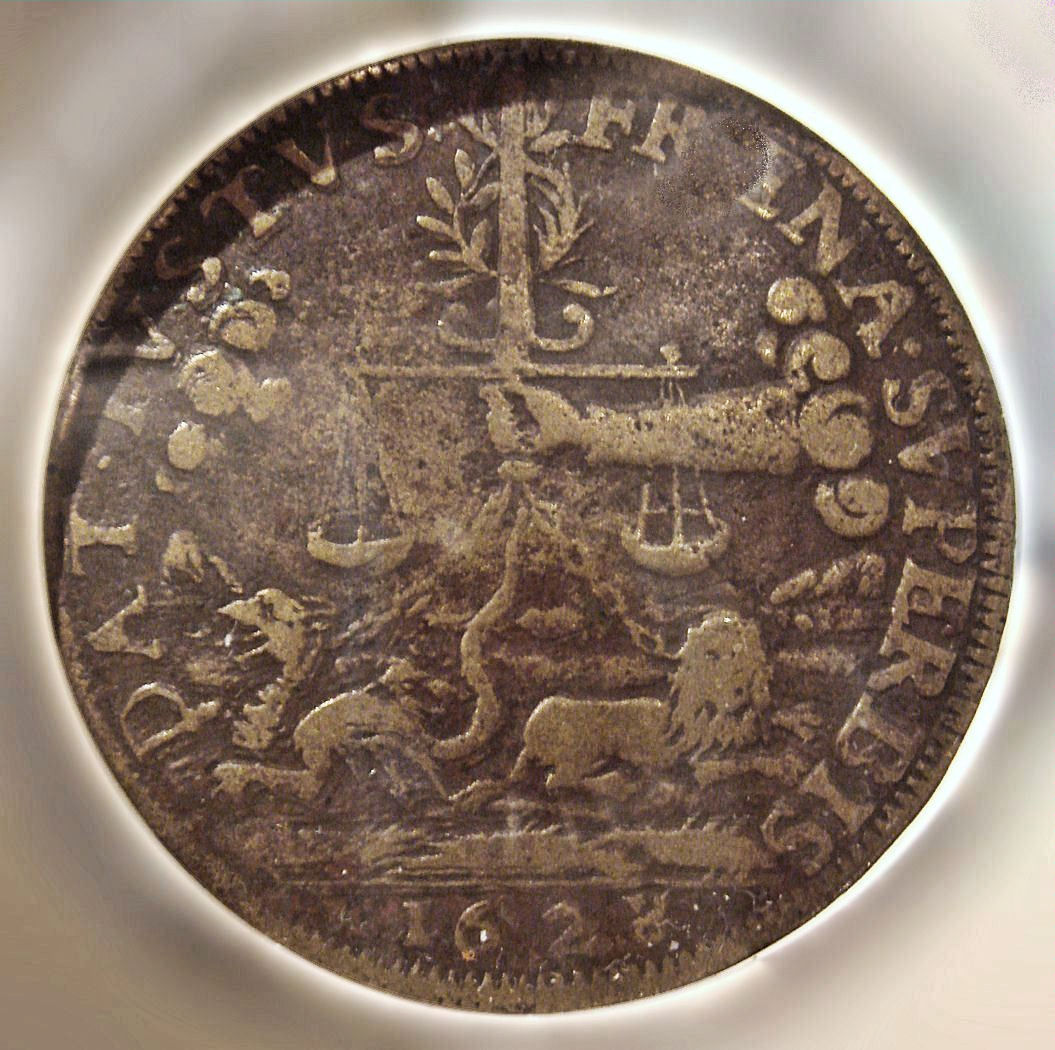
Un drago (La Rochelle) ed un leone (Inghilterra) incatenati sotto le armi reali francesi, 1628.
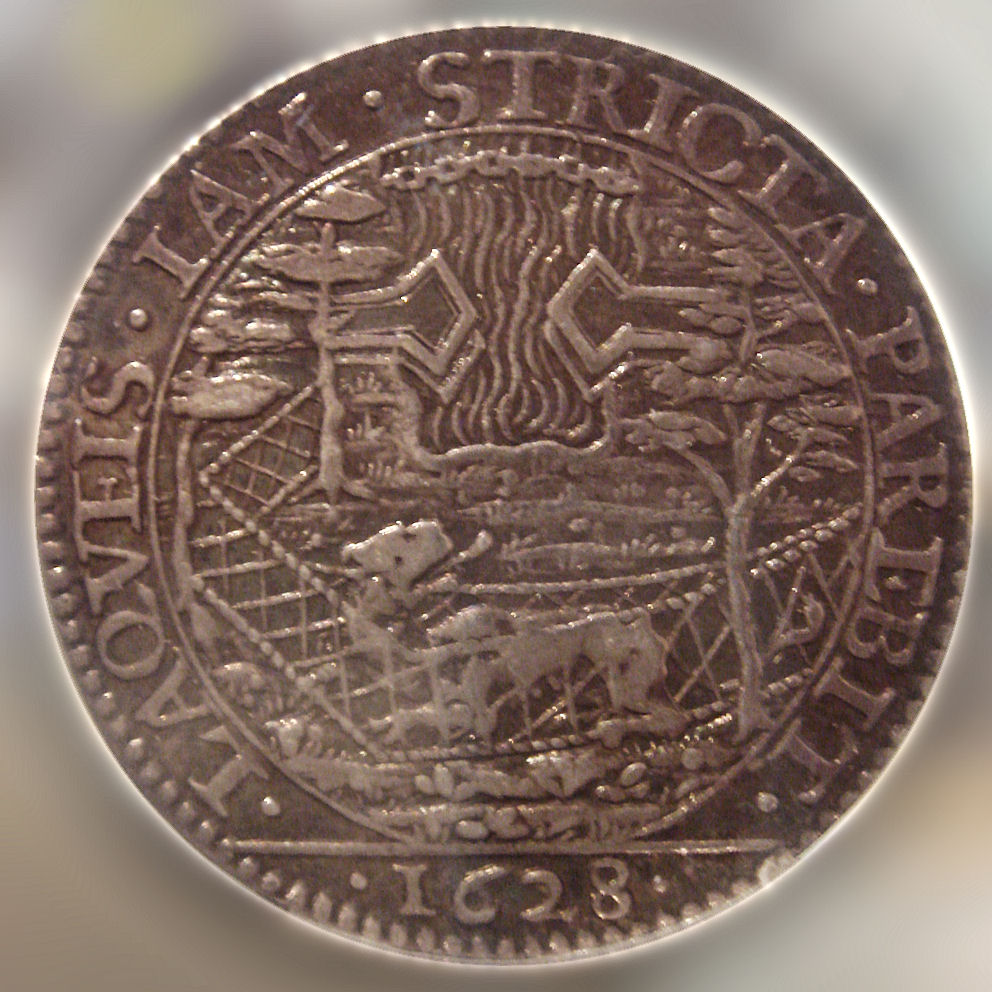
Una leonessa (Inghilterra) catturata dietro un muro marino, 1628.
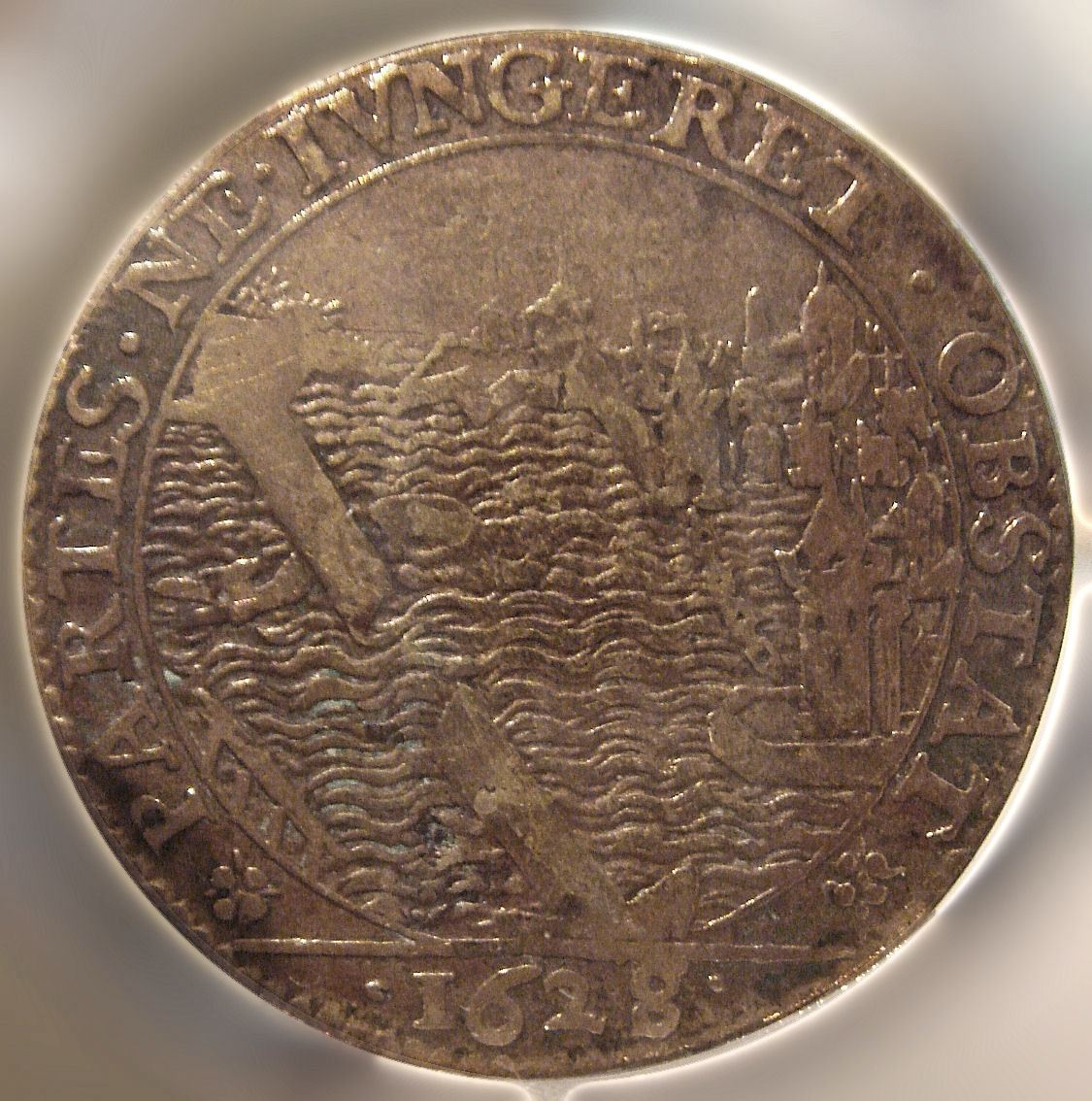
Mostro marino (Inghilterra) tagliato in due da un muro marino, 1628.
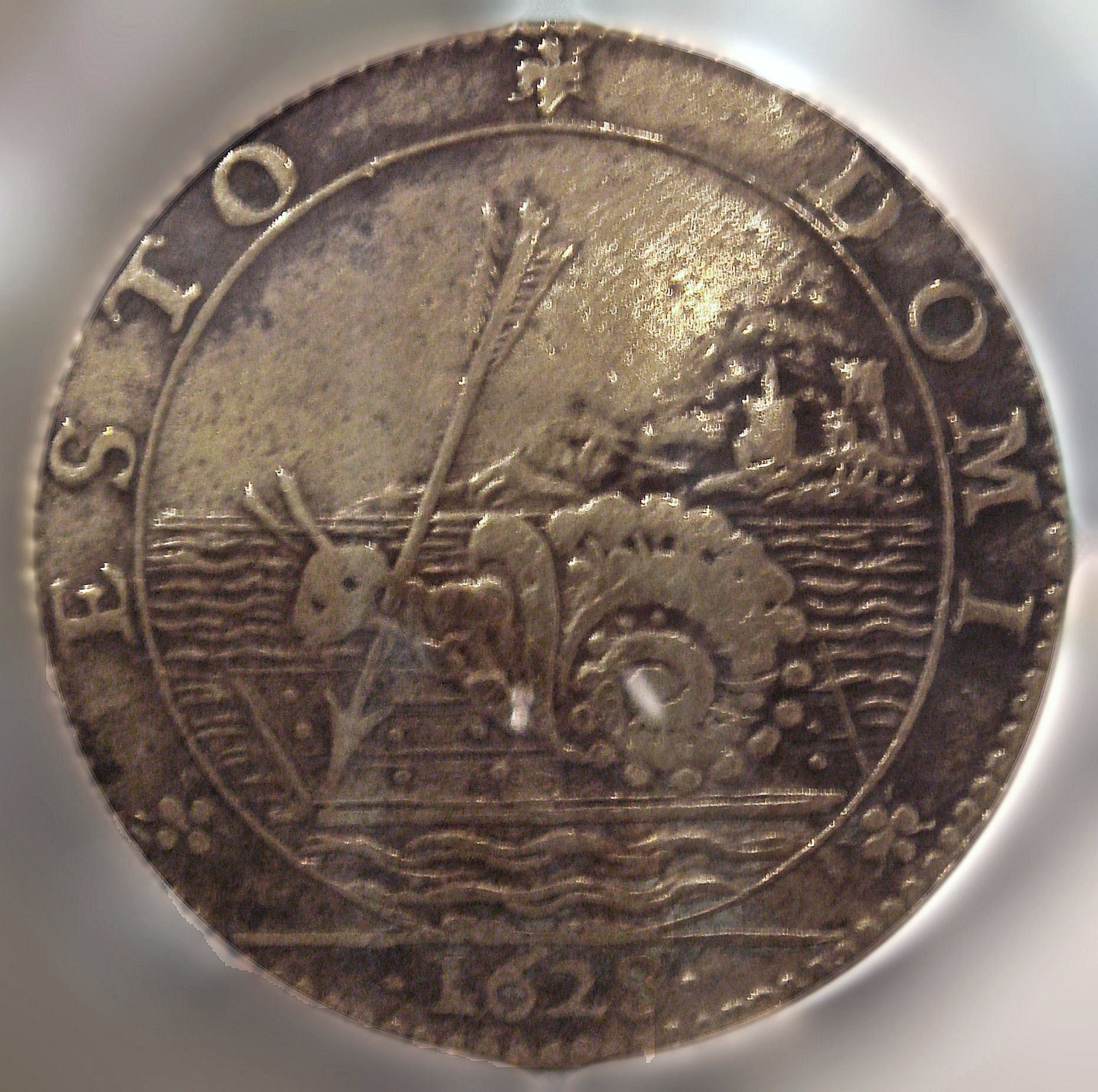
Una lumaca (Inghilterra) infilzata da una freccia, Esto Domi ("Andate a casa"), 1628.
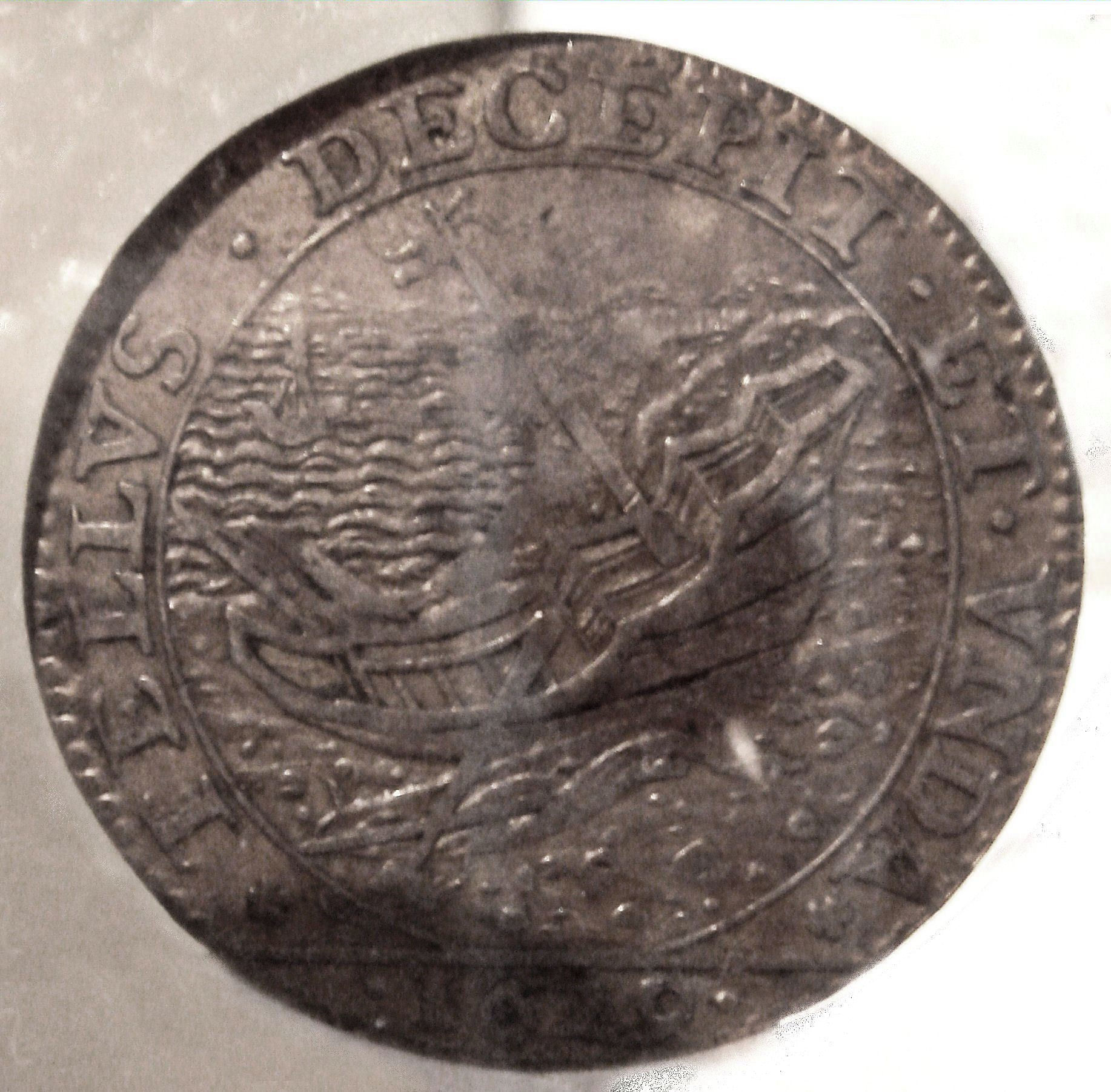
Nave inglese affondata, Tellus decepit et Unda, 1629.

## L'assedio nei film e nella letteratura
Per celebrare la presa di La Rochelle, Francesco Bracciolini scrisse il poema eroico La Roccella espugnata ovvero l'assedio della Roccella (1630). e il poeta Claudio Achillini dedicò a Luigi XIII il sonetto Sudate, o fochi, a preparar metalli
L'assedio è parte integrante dello sfondo storico del romanzo I tre moschettieri di Alexandre Dumas e come tale è stato citato in tutti i film che parlano di queste vicende.
L'assedio de La Rochelle viene menzionato da Alessandro Manzoni nel capitolo XXVIII de I promessi sposi, dove si fa riferimento al Cardinale Richelieu e all'assedio nonché alla presa della città.